# Julius Steinhardt
Julius Steinhardt (* 25. November 1880 in Naumburg (Saale); † November 1955 in Hamburg-Ohlsdorf) war ein deutscher Offizier und Schriftsteller der Kolonialliteratur.

## Leben
Der Sohn eines aktiven Offiziers besuchte die Gymnasien in Naumburg, Wesel und Moers. Nach dem Abitur trat er 1899 in das 11. Kasseler Feld-Artillerie-Regiment ein und erreichte nach zehnjähriger Dienstzeit den Rang eines Oberleutnants. 1909 nahm er seinen Abschied und ging er nach Deutsch-Südwestafrika, wo er sich seinen Lebensunterhalt mit Gelegenheitsarbeiten verdiente, unter anderem auf den Diamantenfeldern. Schließlich erwarb er die Farm „Otjomikambo“ am Omuramba Omatako. Dort widmete er sich in erster Linie der Jagd. Während des Ersten Weltkriegs befand er sich in britischer Gefangenschaft, wo sein Material verlorenging bzw. vernichtet wurde. 1919 kehrte er nach Deutschland zurück. 1924/25 unternahm er eine Studienreise nach Nordafrika. Seit Mitte 1928 wohnte er als freier Schriftsteller in Berlin-Schöneberg. 1929/30 unternahm er eine Reise in den Sudan und nach Ostafrika.
Er ist Verfasser zahlreicher Abenteuer-, Jagd- und Tiergeschichten, v. a. für die Jugend.

## Werke
- Vom wehrhaften Riesen und seinem Reiche, Hamburg; Berlin; Leipzig 1920. (später unter dem Titel: Der wehrhafte Riese. Abenteuer und Jagdfahrten in Deutsch-Südwest, 5., neubearbeitete Aufl. Wedel/Holst. 1942)
- Ehombo, Neudamm 1922.
- Fahrendes Volk. Künstlerische Ausstattung, Illustrationen und Einbandzeichnung von Hans Anton Aschenborn, Neudamm 1924.
- Steppenvolk, Neudamm 1924.
- Der Hornissen-Bock und andere Jagderinnerungen. Buchschmuck von H.A. Aschenborn, Neudamm 1925.
- Räubervolk. Künstlerische Ausstattung, Illustrationen und Einbandzeichnung von Hans Anton Aschenborn (Volk-Reihe, Band 3), Neudamm 1925.
- Ehombo, Neudamm 1926.
- Aus Busch und Dorn. Erlebtes und Erlauschtes aus Afrika, Bremen 1927.
- Brennende Steppe. Erlebnisse aus dem Hereroaufstand. Buchschmuck: A. Aschenborn (Großdeutsche Erzähler, Band 2), Berlin 1927.
- Der Wüsten-Kater. Jagd- und Lagerfeuer-Erinnerungen. Mit 6 Abbildungstafeln, Berlin 1927.
- Diamantendiebe. Südwestafrikanische Erzählung. Mit Bildern von H. Ant. Aschenborn und einer Kartenskizze vom Verfasser (Aus weiter Welt, Heft 49), Reutlingen 1927.
- Schwarze Sphinx. Schicksale und Wandlungen, Berlin 1927.
- Die Kunene-Jäger. Afrikanische Erzählung. Von Steinhardt. Mit Bildern von H. Ant. Aschenborn (Aus weiter Welt, Heft 52), Reutlingen 1928.
- Fahrten und Fährten. Erlebnisse in afrikanischer Steppe, Berlin 1928.
- Im Kampf mit Wüste und Steppe. Mit Buntbildern von Karl Mühlmeister, Reutlingen 1928.
- Schatzgräber. Afrikanische Erzählung. Mit Bildern von H. Ant. Aschenborn (Aus weiter Welt, Heft 34), Reutlingen 1929.
- Der weiße Buschmann. Erzählung aus Südwestafrika. Mit Bildern von H.A. Aschenborn (Aus weiter Welt, Heft 63), Reutlingen 1929.
- Sonnenland Südwest. Von H. Anton Aschenborn, W. Schütze, Steinhardt. Herausgegeben von Josef Viera (Aus weiter Welt, Bd. 10), Reutlingen 1930.
- Die Sonne geht über dem Meru auf. West- und Ostafrika eine neue Heimat. Mit zwölf Abbildungen und einer Karte, Berlin 1932.
- Weiß und Schwarz. Roman aus dem afrikanischen Busch (Sammlung Aus fernen Zonen, Band 3), Berlin 1932.
- Wir reiten still, Wir reiten stumm (Männer der Wildnis), Berlin 1933.
- Die Herren des Stromes. Jagderlebnisse zweier Deutsch-Afrikaner. Mit Bildern von Willy Planck, Berlin 1935.
- Portugiesisches Abenteuer, in: Langsdorff, Werner von (Hrsg.): Deutsche Flagge über Sand und Palmen. 53 Kolonialkrieger erzählen, Gütersloh 1936, S. 200–202.
- Der wehrhafte Riese. Abenteuer und Jagdfahrten in Deutsch-Südwest, 5., neubearbeitete Aufl. Wedel/Holst. 1942.
- Jagd- und Lagerfeuererinnerungen, Cöthen o. J.
- Jagd- und Tiergeschichten, Berlin o. J.
- Häuptling Kahlkopfs Nachbarn. Westafrikanische Erlebnisse. Mit Bildern von H. Ant. Aschenborn (Aus weiter Welt, Heft ?), Reutlingen o. J.
- Jagd auf Diamantendiebe (Aufwärts-Jugend-Bücherei, Heft 68), Berlin o. J.
- Nashornjagd. Beobachtungen und Erlebnisse in Südwestafrika, in: Dahncke, Friedrich W. (Hrsg.): Jagdgeschichten aus fernen Ländern. Erzählungen und Erlebnisse. Ausgewählt von Friedrich W. Dahncke. Mit Federzeichnungen von Hans Anton Aschenborn, Hamburg o. J., S. 9–19.

## Sekundärliteratur
- Kosch3 XIX, 494 f.
- Werner von Langsdorff (Hrsg.): Deutsche Flagge über Sand und Palmen. 53 Kolonialkrieger erzählen, Gütersloh 1936, S. 377 f.
- LRA Teil 1, Bd. 6 (43. Erg.-Lfg. Juli 1999)
- Werner Tabel: Erlebnisberichte von Forschern und Jägern aus der Kolonialzeit Südwestafrikas, in: Afrikanischer Heimatkalender, Windhoek 1976, S. 85–120.

| Personendaten    | Personendaten                                               |
| ---------------- | ----------------------------------------------------------- |
| NAME             | Steinhardt, Julius                                          |
| KURZBESCHREIBUNG | deutscher Offizier und Schriftsteller der Kolonialliteratur |
| GEBURTSDATUM     | 25. November 1880                                           |
| GEBURTSORT       | Naumburg (Saale)                                            |
| STERBEDATUM      | November 1955                                               |
| STERBEORT        | Hamburg-Ohlsdorf                                            |